# Alexandre Louis Ferdinand de Jouffroy d’Abbans
Alexandre Louis Ferdinand de Jouffroy d’Abbans, Graf von/Cte de Jouffroy d’Abbans (ur. 16 lutego 1851 w Abbans-Dessus - zm. 1914) – francuski urzędnik konsularny i dyplomata.
Z wykształcenia prawnik. W czasie wojny francusko-pruskiej (1870-1871) był ochotnikiem w regimencie Żuawów. Był szefem gabinetu prefekta (1874-1877). Następnie pełnił szereg funkcji we francuskiej służbie dyplomatyczno-konsularnej, m.in. urzędnika w Berlinie (1877) i Petersburgu, urzędnika/sekretarza/kierownika konsulatu w Singapurze (1878-1882), wicekonsula w Adenie (1882), sekretarza w San Francisco (1883-1885), wicekonsula w Wellington (1885-1888), w misji na rzecz Ministerstwa Marynarki i Kolonii w Oceanii (1888-1889), wicekonsula/konsula w Zurychu (1889-1991), konsula w Falmouth (1991-1893), Mons (1993-1894), Wellington (1894-1898), szefa konsulatu w Singapurze (1898-1902), szefa konsulatu w Hamburgu (1903-1904), konsula w Gdańsku (1904-1907), Liverpoolu (1907-1909), San Francisco (1909).
Odznaczony Legią Honorową (1908).